# Годдард, Роберт
Ро́берт Ха́тчингс Го́ддард (англ. Robert Hutchings Goddard, 5 октября 1882 года — 10 августа 1945 года) — американский учёный, один из пионеров современной ракетной техники, создатель первого жидкостного ракетного двигателя.

## Ранние годы
Родился 5 октября 1882 года в городе Вустер, штат Массачусетс. Ещё в юности, в 16 лет, после прочтения книги Уэллса «Война миров» Роберт заинтересовался исследованиями космоса. 19 октября 1899 года, взбираясь на вишнёвое дерево, чтобы обрезать засохшие ветки, он, как позднее напишет сам, вообразил, «как чудесно было бы сделать такое устройство, с помощью которого можно долететь до Марса, и какой маленькой бы выглядела оттуда лужайка под моими ногами». Позже он всегда отмечал этот день как личный праздник.

## Образование и начало работы
После получения степени бакалавра в Вустерском политехническом институте в 1908 году, он обучался на физическом факультете Университета Кларка, получив степени магистра в 1910 году и кандидата наук (PhD) в 1911 году. С 1914 года он начал конструировать ракетные двигатели, получая финансовую поддержку Смитсоновского общества. С 1919 года он написал ряд работ о возможности полёта на Луну.
В 1912 году, работая в Принстонском университете, Годдард исследовал воздействие радиоволн на изоляторы. Для того, чтобы генерировать радиоволны, он создал собственную конструкцию генераторной лампы с отклонением луча. На это изобретение 2 ноября 1915 года был выдан патент U.S. Patent 1 159 209.
В 1914 году зарегистрированы два значимых патента в ракетотехнике. Первый, U.S. Patent 1 102 653, описывал многоступенчатую ракету. Второй, U.S. Patent 1 103 503, описывал ракету, работающую на бензине и жидком оксиде азота.
Годдард запустил свою первую ракету на жидком топливе 16 марта 1926 года в Оберне. Запись об этом событии в журнале Годдарда звучит так: «Первый полёт ракеты, использующей жидкое топливо, был произведён вчера на ферме тётушки Эффи». Ракета под названием «Нелл» размером с человеческую руку в течение 2,5 с взлетела на высоту около 12 м. Это событие стало важной демонстрацией возможностей жидкостных ракетных двигателей.
Кроме космических путешествий, Годдард занимался и другими задачами. Например, он предложил идею реактивного гранатомёта, и первые американские модели гранатомётов «Базука» были созданы именно на основе работ Годдарда.

## Линдберг и Годдард
Запуски ранних ракет Годдарда стали объектом внимания прессы в 1929 году. Одну из таких статей прочёл Чарльз Линдберг, в то время начинавший интересоваться отдалёнными перспективами авиации и космическими полётами. Линдберг проверил добросовестность Годдарда через Массачусетский технологический институт и убедился в добросовестности и вменяемости физика, после чего позвонил ему в ноябре 1929 года. Вскоре они встретились в офисе Годдарда. Искренний интерес лётчика впечатлил обычно скрытного Годдарда. Открытое обсуждение работ Годдарда позволило создать союз, который длился до конца жизни физика.
К концу 1929 года каждый новый запуск ракеты привлекал дополнительное внимание к Годдарду. Ему становилось все труднее проводить свои исследования без нежелательных отвлекающих факторов. Линдберг поставил вопрос о поиске дополнительного финансирования для работы Годдарда и укрепил этот запрос собственной популярностью. Несмотря на все усилия, обращения к промышленникам и частным инвесторам не давали усилий до весны 1930 года в связи с биржевым крахом 1929 года.
Тем не менее, весной 1930 года Линдберг добился желаемой цели, найдя союзника — финансиста и филантропа Дэниэла Гуггенхайма.

### Спонсорство Гуггенхаймов
Весной 1930 года промышленный магнат Дэниэл Гуггенхайм согласился предоставить финансирование Годдарду в ближайшие четыре года на сумму 100 000 долларов. Семья Гуггенхаймов, в особенности его сын Гарри Фрэнк Гуггенхайм, поддерживали работу Годдарда в последующие годы. В качестве нового места для работы Годдард выбрал Розуэлл, штат Нью-Мексико.

## Работы в Нью-Мексико в 1930-х гг
Получив новое финансирование, Годдард переехал в Розуэлл, штат Нью-Мексико, летом 1930 года. Он специально консультировался с метеорологом, чтобы найти место с подходящим для себя климатом. Кроме того, местные жители ценили приватность, и он надеялся, что любой незнакомец, расспрашивающий о местонахождении Годдарда, получит неправильные указания.
К сентябрю 1931 года его ракеты приобрели знакомый вид гладкой оболочки с плавниками. Годдард приступил к исследованиям возможности использования гироскопа в системе управления ракетой и в апреле 1932 года провёл лётные испытания системы с гироскопическим управлением. Аналогичную конструкцию через десять лет использовали в германской ракете Фау-2. Полёт ракеты был недолгим, но тест показал принципиальную работоспособность гироскопического узла, поэтому Годдард счёл испытание успешным.
С весны 1932 до осени 1934 года Годдард не работал в Нью-Мексико в связи с потерей финансирования. По возвращении в Розуэлл он начал работу над серией ракет A длиной от 4 до 4,5 метров, работающих на бензине и жидком кислороде под давлением азота. Гироскопическая система управления размещалась в средней части ракеты, между топливными баками.
В ракете A-4, запущенной 8 марта 1935 года, была использована более простая маятниковая система управления, ибо гироскопическая система всё ещё нуждалась в доработке. A-4 поднялась на 1000 футов, затем повернулась по ветру и, как писал сам Годдард, «взревела, спускаясь над прерией со скоростью звука». Снабжённая гироскопической системой управления А-5 28 марта 1935 года поднялась до 4800 футов, затем свернула на горизонтальную траекторию, пролетела 13000 футов и достигла максимальной скорости 550 миль в час.
В 1936—1939 годах Годдард начал работу над ракетами серий K и L, которые были гораздо более массивными и предназначались для достижения гораздо больших высот. Серия K состояла из стендовых испытаний мощного двигателя, достигшего тяги в 624 фунта в феврале 1936 года, но эту работу преследовали проблемы с прожиганием камеры, которое так и не удалось устранить. Поэтому Годдард был вынужден вернуться к менее массивным образцам, экспериментируя с соплами и камерами сгорания.
В ноябре 1936 года он запустил L-7 — первую в мире ракету с несколькими (четырьмя) камерами сгорания. Ракета достигла высоты 200 футов и показала принципиальную возможность использования подобных решений.
Запущенная 26 марта 1937 ракета L-13 достигла высоты 2,7 километра, что стало рекордом высоты для всех ракет Годдарда.
Дальнейшие эксперименты Годдарда были связаны с использованием турбонасосов. Поскольку в то время промышленные образцы насосов подобного плана отсутствовали, команда Годдарда с сентября 1938 года по июнь 1940 года разрабатывала и испытывала миниатюрные турбонасосы и газогенераторы для работы турбин. Успех этих разработок позволил продолжить работу над ракетами серии P, в которой использовались турбонасосы, работавшие на тех же топливах, что и основной двигатель ракеты. Насосы позволяли обеспечить большее давление топлива, что позитивно влияло на мощность двигателя, а также избавляли конструкцию ракеты от бака с вытесняющим азотом. Два запуска закончились авариями на высотах порядка сотен футов, но турбонасосы работали хорошо, и Годдард был удовлетворён этими экспериментами.
C 1938 года американские военные всё больше интересовались экспериментами Годдарда, а после японской атаки на Перл-Харбор этот интерес перешёл в практическую плоскость. В начале 1942 года ВМФ США привлёк Годдарда к работам на Инженерной экспериментальной станции в Аннаполисе, штат Мэриленд. Климат Мэриленда был вреден для здоровья Годдарда, но шла война, и Годдард согласился на переезд.

## В Аннаполисе
Ещё в Розуэлле и до вступления в силу контракта ВМФ Годдард начал разработку двигателя переменной тяги, который мог бы быть использован в качестве вспомогательного ускорителя на популярном в то время гидросамолёте PBY. К маю 1942 года у него был образец, который мог отвечать требованиям флота и запускать тяжеловесный самолёт с короткой взлётно-посадочной полосы. В феврале он получил часть PBY с пулевыми отверстиями, очевидно, приобретёнными во время атаки на Перл-Харбор. Годдард написал Дэниэлу Гуггенхайму: «никакие мысли не приносят мне большего удовлетворение, чем мой вклад в неизбежное возмездие».
К августу его двигатель вырабатывал 800 фунтов тяги в течение 20 секунд. После шести циклов испытаний, когда все найденные проблемы были устранены, гидросамолёт PBY поднялся в воздух. Пилот совершил посадку и приготовился к повторному старту. Годдард хотел проверить состояние реактивного аппарата, но радиосвязь с PBY не работала. На седьмой попытке двигатель загорелся. Самолёт был на высоте 150 футов, когда полёт пришлось прекратить. Поскольку в последний момент перед запуском Годдард установил систему безопасности, не было взрыва и никто не погиб. В результате военные выбрали в качестве JATO более безопасные твердотопливные двигатели.

## Годдард и Фау-2
Вы не знаете о собственном первопроходце ракетостроения? Доктор Годдард был впереди всех нас.
Весной 1945 года Годдард увидел захваченную немецкую баллистическую ракету V-2 в военно-морской лаборатории в Аннаполисе, штат Мэриленд, где он работал по контракту. После тщательного осмотра Годдард был убеждён, что немцы «украли» его работу. Хотя детали конструкции не были точно такими же и в целом она была более прогрессивной, чем самые успешные из годдардовских ракет, базовая схема Фау-2 была похожа, а важнейшей частью успеха изделия были непосредственные изобретения Годдарда: турбонасосный агрегат, завесное охлаждение стенок камеры сгорания и газовые рули, управляемые гироскопической инерциальной системой навигации.

## Семья
21 июня 1924 года Годдард женился на Эстер Кристин Киск (31 марта 1901 года — 4 июня 1982 года), через пять лет после первой встречи. Жена увлеклась ракетостроением и фотографировала некоторые из его работ, а также помогала ему в экспериментах и делопроизводстве, включая бухгалтерский учёт. У пары не было детей. После его смерти она разобралась с бумагами Годдарда и получила 131 дополнительный патент на его работу.

## Память
- В честь Роберта Годдарда названа крупнейшая американская научная ракетно-космическая организация: Центр космических полётов Годдарда.
- В честь Роберта Годдарда тринадцатая версия дистрибутива операционной системы GNU/Linux Fedora получила кодовое название «Goddard».
- Именем Годдарда назван крупный ударный кратер на обратной стороне Луны.